# Christina Rann
Christina Rann (* in Hamburg, Deutschland) ist eine deutsch-portugiesische Sportjournalistin, Moderatorin und Kommentatorin. 

Christina Rann

## Karriere

### Anfänge und Entwicklung
Christina Rann begann ihre Karriere im Sportjournalismus bei SPIEGEL TV als Reporterin des Formats kicker.tv. 2013 wechselte sie zu Sky Sport, wo sie über fünf Jahre als Moderatorin und Field-Reporterin tätig war. Sie moderierte unter anderem den Freitagabend der 2. Fußball-Bundesliga und berichtete als Field-Reporterin auch von Spielen der UEFA Champions League. Sie moderierte gemeinsam mit Ulli Potofski das Format „Mein Stadion“. Für ihre Arbeit wurde sie 2015 mit dem MIRA Award als beste Moderatorin im Pay-TV ausgezeichnet.

### Fußball und Moderation
Seit 2022 kommentiert Christina Rann Spiele der Frauen-Bundesliga, seit 2023 insbesondere das Montagabend-Topspiel für SPORT1. Am 1. Dezember 2024 feierte sie ihr Debüt als Kommentatorin in der Männer-Bundesliga beim Spiel zwischen dem 1. FC Heidenheim und Eintracht Frankfurt.
Im Juni 2023 kommentierte sie das Finale der UEFA Women’s Champions League zwischen dem FC Barcelona und dem VfL Wolfsburg.
Für MagentaTV war sie Kommentatorin der FIFA-Weltmeisterschaft 2022 und UEFA Europameisterschaft 2024. Christina Rann arbeitet außerdem als Moderatorin und Kommentatorin für verschiedene internationale Events, darunter die FIA European Truck Racing Championship und Handball-Berichterstattungen auf Englisch.
Als Reporterin für Warner Bros. Discovery berichtet sie beispielsweise bei den Olympischen Spielen in Paris 2024 über Handball auch auf Englisch für ein internationales Publikum.
Neben dem Sport moderiert sie Veranstaltungen wie die Sepp-Herberger-Awards und die Sterne des Sports.